# Jim Bunning
Jim Bunning (Southgate, Kentucky, 1931. október 23. – Fort Thomas, Kentucky, 2017. május 26.) amerikai baseballjátékos, politikus. Az Amerikai Egyesült Államok szenátora (Kentucky, 1999–2011).